# Sandy Cowan
Alexander (Sandy) Cowan (Chesley, 5 februari 1879 - Victoria, 8 januari 1915) was een Canadees lacrossespeler. 
Met de Canadese ploeg won Cowan de olympische gouden medaille in 1904.

## Resultaten
- 1904  Olympische Zomerspelen in Saint Louis